# Isofläche

Isoflächen eines Eisenproteins

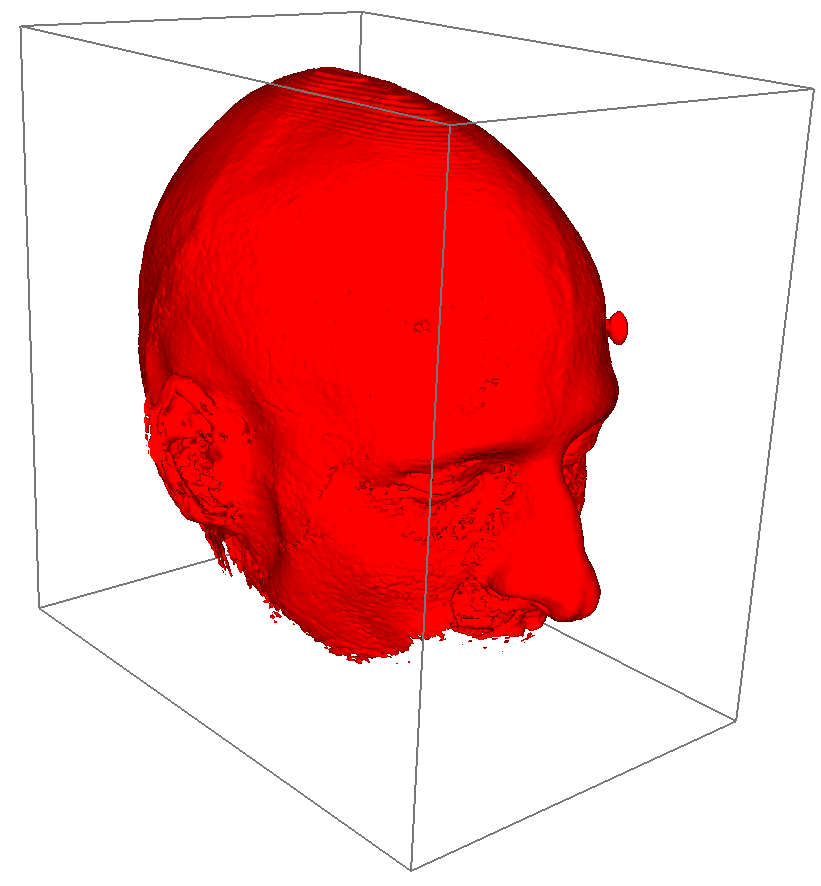
Isofläche im Dichtefeld eines MRT-Bildes eines menschlichen Kopfes.
Die Fläche wurde mit Marching Cubes extrahiert.

Isoflächen sind Flächen, die im Raum benachbarte Punkte gleicher Merkmale oder Werte einer bestimmten Größe wie zum Beispiel Temperatur oder Dichte miteinander verbinden. Sie sind das dreidimensionale Gegenstück zu Isolinien, die Punkte auf einer Fläche verbinden.
Die Bedeutung von Isoflächen liegt in der computergraphischen Visualisierung von Skalarfeldern bzw. Gittern.
In der Medizin verwendet man Isoflächen aus Datensätzen mit Dichtewerten zur Darstellung von Organoberflächen. Die Datensätze entstehen zum Beispiel bei Computer-Tomographie-Messungen. Eine andere Anwendung ist die Darstellung von Molekülen, deren Atomlage durch Elektronenmikroskopie bestimmt wurde.
Das gängigste Verfahren zur Darstellung von Isoflächen heißt Marching Cubes und wurde von Lorensen und Cline 1987 eingeführt.

## Definition
Die Isofläche {\displaystyle S_{c}} zu einem Skalarfeld {\displaystyle \varphi :\mathbb {R} ^{n}\rightarrow \mathbb {R} } beim Isowert {\displaystyle c\in \mathbb {R} } ist die Menge {\displaystyle S_{c}:=\{\mathbf {v} \in \mathbb {R} ^{n}|\varphi (\mathbf {v} )=c\}}.
Dreidimensionale Isoflächen werden in der Regel aus einer endlichen Menge von Datenpunkten {\displaystyle {\mathcal {P}}\subset \mathbb {R} ^{3}\times \mathbb {R} } (Gitter) approximiert, beispielsweise durch Dreiecksnetze.